# Рітакуба-Бланко
Рітакуба-Бланко (ісп. Ritacuba Blanco) або Рітакува (ува: Ritak'uwa) — найвищий пік хребта Кордильєра-Орієнталь, в колумбійських Андах, розташований на території національного парку Ель-Кокуй. Оригінальна назва «Рітакува» походить від мови народу ува, що мешкає в низині біля гори. До вершини можна добратися від міста Кокуй або поселення Ґуйкан (Guicán).
Протягом початку 21 століття льодовик швидко зменшується в розмірі, відступаючи на 25 м щороку, подібно тому, як це відбувається і з іншими вершинами Колумбії. В 1950 році льодовик починався з висоти 4 500 м над рівнем моря, але а 2007 році — вже лише з висоти 4 800 м. Якщо темпи зберегуться, льодовик зникне близько 2025 року.